# Тодика Юрій Миколайович
Юрій Миколайович Тодика (13 січня 1942 — 10 лютого 2007) — радянський, молдавський і український вчений-правознавець, фахівець у галузі конституційного права. Доктор юридичних наук (1989), професор (1991), академік АПрН України (2000). Заслужений діяч науки і техніки України (2001) і заслужений працівник культури Молдавської РСР.
Вчений секретар відділення філософії та права АН Молдавської РСР, а потім помічник голови Президії Верховної Ради Молдавської РСР. Професор кафедри державного права СРСР і державного права соціалістичних країн (1990—1992) і завідувач кафедри (1992—2007) конституційного права Національної юридичної академії України імені Ярослава Мудрого.

## Біографія
Юрій Тодика народився 13 січня 1942 року у селі Троїцьке Кагановичського району Ворошиловградської області (тепер України). Закінчивши середню школу, Тодика вступив на юридичний факультет Кишинівського державного університету.
Закінчивши у 1969 році виш, вступив на аспірантуру в Інститут держави і права Академії наук СРСР, яку закінчив в 1972 році. Потім, з того ж (за іншими даними, з 1973) року працював у відділенні філософії та права Академії наук Молдавської РСР, де послідовно обіймав посади молодшого наукового співробітника, старшого наукового співробітника і вченого секретаря цього відділення. У 1984 році став помічником голови Президії Верховної Ради Молдавської РСР.
У 1990 році Юрію Миколайовичу було запропоновано перейти на роботу до Харківського юридичного інституту і зайняти у ньому посаду професора кафедри державного права СРСР і державного права соціалістичних країн. Тодика прийняв це запрошення, і протягом наступних двох років був професором зазначеної кафедри, а в 1992 році очолив її. У тому ж році кафедра була перейменована у кафедру конституційного права України.
Юрій Миколайович продовжував завідувати кафедрою конституційного права України Національного юридичного університету імені Ярослава Мудрого (до 1991 — Харківський юридичний інститут, до 1995 — Українська юридична академія) до 2007 року. Паралельно працював у підрозділах Академії правових наук України, був членом її Президії. З 1993 по 1994 рік був відповідальним секретарем журналу «Вісник Академії правових наук України», ставши першим, хто займав цю посаду. У січні 1996 року став академіком-секретарем відділення державно-правових наук цієї академії, в створенні якого брав активну участь.
Юрій Миколайович Тодика помер 10 лютого 2007 року.

## Наукова діяльність
У 1980-х роках Юрій Миколайович займався вивченням державно-правових питань, а після початку роботи у Харківському юридичному інституті став займатися дослідженням низки проблем, пов'язаних з конституційним правом України, а саме: становлення конституціоналізму, основи конституційного ладу, конституційно-правовий статус органів державної влади та місцевого самоврядування, виборчі системи, громадянство і формування правової культури.
У 1972 році Юрій Тодика захистив дисертацію на здобуття наукового ступеня кандидата юридичних наук за темою «Керівництво районної Ради діяльністю сільських Рад депутатів трудящих», а захистивши в 1989 році дисертацію на тему «Діяльність місцевих Рад народних депутатів у сфері АПК. Актуальні проблеми теорії і практики» став доктором юридичних наук. У 1991 році Ю. М. Тодика було надано вчене звання професор, а у 2000 році його було обрано академіком Академії правових наук України.
Займався підготовкою вчених-правознавців, був науковим керівником у 16 (за іншими даними — 12) кандидатів юридичних наук і науковим консультантом у двох (за іншими даними, в одного) докторів юридичних наук, очолював спеціалізовану вчену раду із захисту докторських і кандидатських дисертацій. Був одним із засновників харківської школи конституціоналістів.
Ю. М. Тодика був автором та співавтором більш ніж 250 наукових праць, основними з яких були: «Повноважні органи народної влади» (1982), «Удосконалення діяльності Рад народних депутатів (організаційно-правові аспекти)», «Громадянство України» (1996), «Конституційне право України: галузь права, наука, навчальна дисципліна» (1998), «Конституційне право України» (співавтор підручника, 1999, 2002 і 2008), «Основи конституційного ладу України» (1999), «Президент Україна: конституційно-правовий статус» (1999), «Конституція України: проблеми теорії і практики» (2000), «Конституція України — Основний Закон держави і суспільства», «Конституційні засади формування правової культури» (2001), «Громадянство України: конституційно-правовий аспект» (2002), «Тлумачення Конституції і законів України: теорія і практика» (2003), «Конституційно-правовий статус людини і громадянина в Україні» (2004).
Займався науково-практичною діяльністю. Був одним з авторів законопроєктів «Про внесення змін до Конституції України за результатами всеукраїнського референдуму» і «Про нормативно-правові акти», останній з яких став чинним законом. Крім того, писав експертні висновки, що стосуються справ, які перебувають на розгляді Конституційного суду України.
Відомий український вчений-правознавець, ректор Національної юридичної академії України імені Ярослава Мудрого В. Я. Тацій вважав Юрія Тодику «одним з найбільш відомих і талановитих представників вітчизняної юридичної науки», і відзначав, те що очолюваний ним навчальний заклад посідає провідні позиції серед українських вишів — заслуга таких вчених як Тодика.

## Нагороди та пам'ять
Юрій Миколайович Тодика мав наступні державні нагороди, звання та відзнаки:
- Орден «За заслуги» III ступеня (Указ Президента України № 1456/2004 від 9 грудня 2004) — «за вагомий особистий внесок у підготовку висококваліфікованих фахівців, багаторічну плідну наукову і педагогічну діяльність та з нагоди 200-річчя навчального закладу»[10];
- Заслужений діяч науки і техніки України (Указ Президента України № 322/2001 від 17 травня 2001) — «за вагомі особисті заслуги у розвитку вітчизняної науки, створення національних наукових шкіл, зміцнення науково-технічного потенціалу України»[11];
- Заслужений працівник культури Молдавської РСР[2];
- Почесна грамота Верховної Ради України;
- Почесна грамота Конституційного Суду України;
- Лауреат трьох премій імені Ярослава Мудрого (2001, 2003 і 2008).

Після смерті Юрія Миколайовича, в пам'ять про нього, в Національному юридичному університеті імені Ярослава Мудрого щорічно проходить міжнародна наукова конференція «Тодиківські читання», в якій беруть участь представники України, Росії, Польщі, Білорусії, Молдови. Крім того, деякий час співорганізаторами конференції виступали юридичний факультет Московського державного університету імені М. В. Ломоносова і юридичний факультет Білоруського державного університету.